# التربية عبر الحضارات

## التربية الصينية
في التربية الصينية القديمة انفصل الدين عن الدولة و التربية والتعليم عن الدين ولم تتوفر مدارس حكومية تشرف وتنفق عليها الدولة. بل انتشرت المدارس الخاصة وهي عبارة عن حجرة واحدة أو كوخ صغير يدرس فيها معلم واحد يأخذ أجرة ضئيلة من آباء التلاميذ ولم يأتي إلي هذه المدارس إلا أبناء القادرين، وكانت المدرسة تأخذ مكانها في أي معبد إن لم تجد كوخا أو ركنا مناسبا يأوي التلاميذ. ولم يوجد مدارس 
للبنات ولا تعليم لغالبية التلاميذ بعد سن الخامسة عشرة. والتعليم في هذه المدارس خضع لنظام صارم، فكان الأطفال يأتون مع مطلع الشمس ويدرسون إلى قرب المغيب ولهم فترات راحة يتناولون فيها طعامهم (1) 
والمنهج الذي يتعلمونه القراءة والكتابة ومبادئ الحساب وبعضا من كتابات كنفوشيوس والشعر، والطريقة المتبعة في التعليم الحفظ والاستظهار عن طهر قلب واستخدام العصا لتأكيد الأسلوب. ونظام التعليم يتكون من عدة مراحل: المرحلة الأولى وتتراوح مدة الدراسة فيها بين ثلاث وخمس سنوات. ثم التعليم الثانوي ثم العالي ويتعلم الطلبة نفس الكتابات الفلسفية والدينية مع التوسع فيها والتاريخ الصيني والقانون والمالية والشئون الحربية والزراعية. والتربية الصينية القديمة مأخوذة من الأنموذج الذي رسمه فيلسوفهم كونغ تسى كونفوشيوس. الذي حدد الصورة المثلى للفرد الصيني بأن يكون خادما للدولة ومتمسكا بقيم المجتمع ومحافظا على العادات والتقاليد وتحقيقا لذلك عملوا على اختيار حكام يمثلون أفضل من يستطيعوا الحفاظ على الماضي (2)  
 
ومن الديانات الصينية القديمة الكونفوشية والبوذية و[الطاوية]] أو الطريق الحق. وكان الهدف من التربية والتعليم هو خدمة النظام القائم والحصول على إحدى الوظائف العليا في اجتياز عدة امتحانات و تعقد هذه الامتحانات تحت إشراف الدولة وتعهد لإدارتها كبار العلماء الذين سبق لهم اجتيازها، وهذه الامتحانات متدرجة إلى مستويات ثلاثة. (1) 
1/ المستوى الأول:
وتعقد مرة كل ثلاث سنوات، ويطلب من الطالب أن يكتب ثلاث رسائل في موضوعات 
مختارة من كتاب كونفوشيوس، ويوضع في حجرة خاصة لمدة 24 ساعة ونسبة النجاح فيها 4% . 
2/ المستوى الثاني: 
وتعقد مرة كل ثلاث سنوات بعد مضى أربعة أشهر على امتحانات المستوى الأول 
وتستمر ثلاث أيام وتشبه امتحان المستوى الأول ولكنها أكثر صعوبة وأعم 
ونسبة النجاح فيها 1% . 
3/ المستوى الثالث: 
وهذا المستوى للذي ينجح في المستوى الثاني ويستمر ثلاثة عشر يوما (2)

## التربية الهندية
كانت التربية الهندية تخضع لمدى إخلاص الفرد لنظام الطبقات، وكان الفرد معدوم الشخصية الذاتية مسلوب الحرية، ولا يحسب حساب لميوله ورغباته وقدراته الفردية، فمكانه في المجتمع يحدد بالوراثة أو الولادة، وليس بحكم الذكاء أو القدرات، وعلى الفرد أن يقلد رجل الدين الهندي المتمثل في الكاهن ويتخلى عن ذاته ويفنيها ويتقمص شخصيته، وتعني الاندماج أو الذوبان في النيرفانا أي الروح الكلية العليا للعالم، وبهذا يكون الفرد في ظل هذه التربية عبدا مضاعفا، مرة بحكم انتمائه الطبقي ومرة بفعل هذه الصوفية بينه وبين الإلهية التي كانت تمتص كل نشاط فعلي (1) .
ويقوم المجتمع الهندي على نظام الطبقات والتميز العنصري، ويتكون من: 
1-البراهمة: وهم أعلى طبقة ويمثلون رجال الدين ويتحكمون في كل أمور الحياة، وسميت البراهمانية نسبة إلى براهمان التي تعني الكينونة أو الوجود.
2-الشاترية: ولهم شئون الحكومة والجيش والحرب.
3-الويشية: ولهم شئون التجارة والزراعة والمهن.
والطبقات الثلاث السابقة تعتبر السامية من الدم الأري النقي وتحظى بالتعليم وفيما بعد سمح للطبقة الرابعة أن تتعلم.
4-الشودرية: وهم خليط ويمثلون معظم السكان الأصلين، ولهم الأعمال الوظيفية فيعلمون كخدم وعمال للطبقات الثلاث السابقة.
5-الباريا أو البنشامية: وهي طبقة المنبوذين ويعيشوا في مجتمعات منبوذة منعزلة، ويتكونون من بعض القبائل الوطنية من السكان الأصليين الذين تحولوا إلى عبيد على سبيل العقاب ومنهم أسرى حرب، وليس لهم أي عمل إلا السرقة والسلب والنهب يرتزقون منها. 
وهذا النظام أبدي يحدد وضع الإنسان بحكم مولده، ولا يجوز لرفيع أن يجالس أو يعامل من هو أقل منه، وكان مجرد لمس المنبوذين نجاسة يجب التطهر منهم (2) .

### التعليم في الهند
كان للدين والنظام الطبقي أثر عظيم في تشكيل نظام التعليم في الهند فمعظم المدراس خاصة لم تخضع لسيطرة الدولة، بل سيطر رجال الدين من البراهمان على التربية والتعليم مما أدى احتكارهم الكتابة وتعليمها لعدد قليل من الهنود حتى يحفظوا أسرار النصوص المقدسة ولا تكون مشاعا للجميع.
وفيما بعد سمحوا للطبقة الثانية والثالثة والرابعة بأن تتعلم وحرموه على طبقة المنبوذين.
وكان يوجد في كل قرية مدرسة ومعلم ويتكون التعليم من عدة مراحل:
المرحلة الأولى: يذهب التلاميذ إلى الدراسة في سن الخامسة إلى الثامنة.
ويشتمل المنهج على تعلم الحساب والكتابة والتعليم الديني
الهدف الأساسي من التعليم زرع الأخلاق القويمة وتكوين عادات السلوك الصالح منذ الصغر.
المرحلة الثانية: وبعد سن الثامنة ينتقل التلميذ إلى أحد رجال الدين يتعلم منه النحو والفنون والصناعات والطب والمنطق والفلسفة ويلزم معلمه ويكون تابعه وخادمه حتى يصل إلى سن العشرين
المرحلة الجامعية: في سن السادسة عشرة يحق لأبناء طبقة البراهمان والشتارية أن يترك معلمه لينتقل إلى إحدى الجامعات.
وفيها يتعلم الطلبة العلوم والفلسفة والقانون والرياضيات والطب والشعر ونصوص التعليم الدينية.
ومن أهداف التربية البراهمانية التحكم في الجسم والعقل والأردة.
وكذلك هدفت الدراسة والتعليم إلى اكتساب عادات التفكير والإحساس والتحكم في الجسم والسلوك، وإلى التضحية وإنكار الذات، لا يسمح للطالب بالتحدث إلى المرأة أو رؤيتها (1) .
وبعد عام 500 ق. م ساد العقاب البدني بالعصي والحبال، ويقول بهذا قانون مانو، والمدرسين عارضوا بالنسبة إلى التلاميذ الذين يزيد سنهم عن ستة عشر عاما على أن العقاب البدني دليل على أن بعض التلاميذ لم يسموا إلى المستوى الروحي اللائق (2)